# ルートボックス

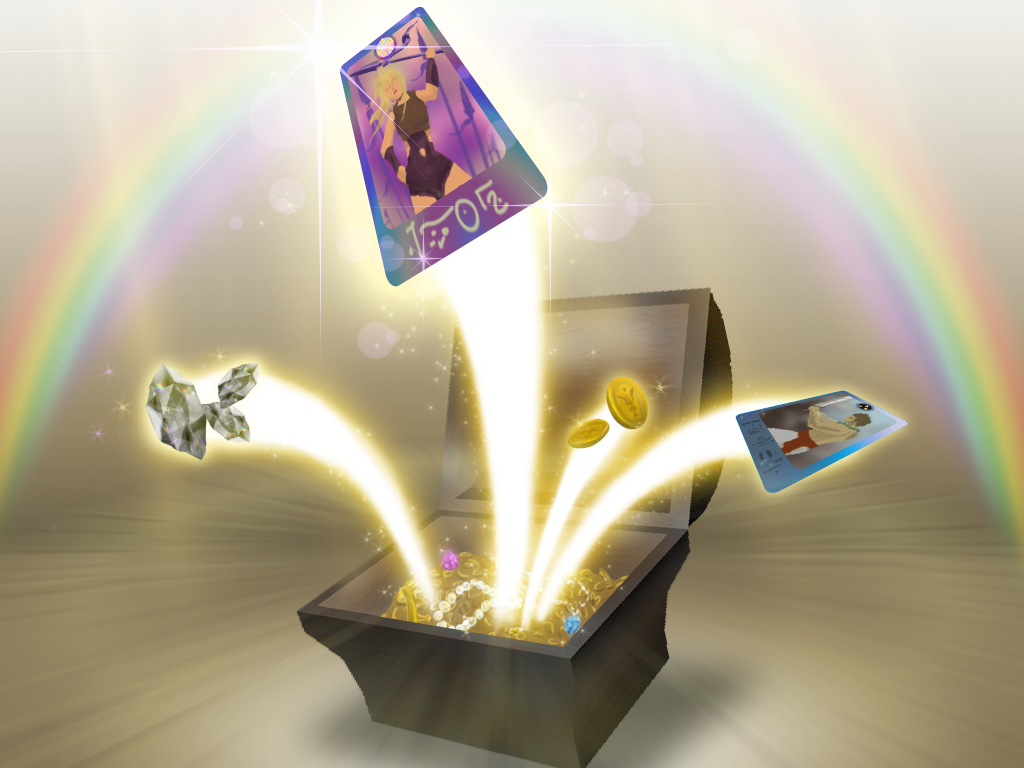
ルートボックスを開けるモックアップ画像

ルートボックス（英語: Loot box、戦利品の箱）は、主にコンピューターゲームにおいて取得する宝箱や戦利品を納められた箱のこと。狭義においては特に中身がランダムに決められる仮想アイテムを得るために開封する、仮想の箱または入れ物のこと。後者は日本においてガチャ（ガチャポン／カプセルトイに由来）という名称で知られている。本項では狭義の意味を解説する。

## 概要
プレイヤーは箱を直接買うか、またはゲームプレイ中に得た箱を開けるための「鍵」を購入する。一部のゲームでは、ゲームを遊ぶことで得られるゲーム内通貨でも買えるが、多くは現実の金を払って買う。箱の中身は設定された確率によって一方的に決められ、プレイヤーが欲しいものを狙って得ることはできない。
箱の中身は、プレイヤーが使うキャラクターそのものや、キャラクターの見た目のみを変える着せ替え衣装や装身具に、感情を表すエモート（仕草、ジェスチャーとも）、さらに性能やゲームプレイも変える武器や防具などの装備まで多岐にわたる。ルートボックスはさまざまな作品において、収益化の手段として用いられている。
ルートボックスの概念は、MMORPGでのルートシステム（戦利品）やFree-to-play（F2P、基本無料ゲーム）のモバイルゲームやソーシャルゲームの収益化が大本である。はじめて現れたのは2004年〜2007年の間であり、その後多くのF2Pゲーム及び一部のフルプライス（PCおよびゲーム機向けの高額買い切りゲーム）の作品に搭載された。ゲーム会社および開発者が、有料のダウンロードコンテンツや定額制の欠点を避けつつゲームへの継続的な利益を生むだけでなく、ルートボックスのシステムを通じて新コンテンツと装飾品を絶え間なく提供することで、プレイヤーの興味を引き続けることができるとみられる。
買い切り型ゲームにおけるルートボックスは『オーバーウォッチ』（2016年）の人気を通じて大きく注目されるようになったが、その後2017年にルートボックスをゲームキャラクターの強化・成長要素などにまで紐付けたいくつかのゲーム、特に『スター・ウォーズ バトルフロントII』は同年後半までに激しい批判を巻き起こすようになった。例として特に若者のギャンブル依存症の恐れ、金を多く払う者が有利になる「Pay to Win」のゲームシステム、そしてルートボックスを搭載することでゲームシステム全体に及ぼす悪影響といった点で批判されており、買い切りのゲームにルートボックスが実装された際には反消費者的（Anti-Consumer）であると批判されている。また、ルートボックスは、グレーマーケットのスキン賭博で使用される仮想アイテム（主にキャラクターや衣装）の出処としても機能している。
ギャンブルとの関連性を懸念されたことでルートボックスは、中国、日本、オーストラリア、オランダ、ベルギー及びマン島の賭博法の規制下におかれるようになっている。2017年11月以降ルートボックスは、更に数カ国の賭博規制機関による調査対象となっている。

## 名前について
「ルートボックス」という言葉は様々な分野で用いられている可能性があるが、ゲーム関連におけるものが一般的である。FPSやTPSといったシューターにおいては「ルートボックス」の他にも「ルートクレート（Loot Crate）」「ロックボックス（Lock Box）」などの用語が時々使われている。デジタルカードゲームでは、トレーディングカードゲームに由来する「ブースターパック(拡張パック)」という用語を用いることもある。日本のソーシャルゲームでは主にガチャ（またはガシャ）と呼称されている。

## 仕組みと設計
ルートボックスから得たアイテム（キャラクター、衣装、音声、エモート（仕草）など）をプレイヤーのキャラクターが装備または使用すると、ゲーム中はほぼ常に他の全プレイヤーからも衣装や音声が見聞きできるようになる。
得られるアイテムは主に「希少価値」によって等級が分けられており、価値が高いアイテムは獲得確率も極めて低い。詰め合わせの箱や、複数の箱を同時に開けた時などに得られるアイテムの組み合わせはランダムに選ばれるが、特定の価値以上のアイテムが最低一つ含まれるなど一定の保証がつくことがある。
ルートボックスはゲーム内で開けることが一般的であり、開けた際には視覚・音響による演出を伴う 。これらの演出はスロットマシーンやルーレットに倣っている。一部の作品では、まだ中身が未判明のアイテムはレア度に応じた色で表示されるなどの演出が施され、中身が明かされる際の興奮を更に高める。さらにプレイヤーが箱または鍵を切らした時、また購入できるように目立つボタンが表示される。
大半のルートボックスシステムでは、プレイヤーのアイテム取得状況などは考慮されないことから、すでに持っているものと同じものを得る可能性がある。それらの重複したアイテムは他のプレイヤーとの取引やゲーム内通貨への変換などの「捨てる」手段が用意される。 一部作品では、その後ゲーム内通貨を使って特定のアイテムを直接購入できる。
プレイヤーのインベントリは、ゲーム会社や開発会社が運用するデータベースサーバーで管理される。これによりプレイヤーは他のプレイヤーのインベントリを閲覧して、彼らとの取引の手配を行える。
日本や韓国などの東アジアのゲーム会社が用いる一部のルートボックスは、ガチャポン販売機のやり方に倣っている。東アジアのゲームではランダムアイテム、キャラクター、または他の仮想グッズを入手するためにガチャを「回す」ことになる。ガチャの一形態に「コンプリートガチャ」（コンプガチャ）と呼ばれるものがあり、これは特定の複数アイテムを全て揃えることで、より価値が高いアイテムを得られるというものである。コンプガチャは2012年に消費者庁によって日本で禁止されたが、ガチャゲーム自体は存続している。
プレイヤーがゲームをプレイ中に、時々ルートボックスが褒美として与えられることがある（例えばキャラクターのレベルアップや、終了せずにマルチプレイヤーゲームを完了した時）。ルートボックスは、公式の生放送を視聴するなどのゲーム外の宣伝を通じて配られることもある。
一部のゲームはシーズンまたは期間限定イベントのルートボックスを搭載しており、そのイベント時にしか入手できない特定のアイテムが含まれている。健全なメタゲームを保つ一環として、使用可能な拡張パックの入れ替えを行うデジタルトレーディングカードゲームの場合、特定の拡張パックを購入できるのはそれが標準プレイで使用可能な間だけで、一旦「引退」するとこれらのカードはパックからは得られなくなるが、ゲーム内通貨によって引き続き買えることがあり、標準ではないプレイで使われることがある。

## 歴史

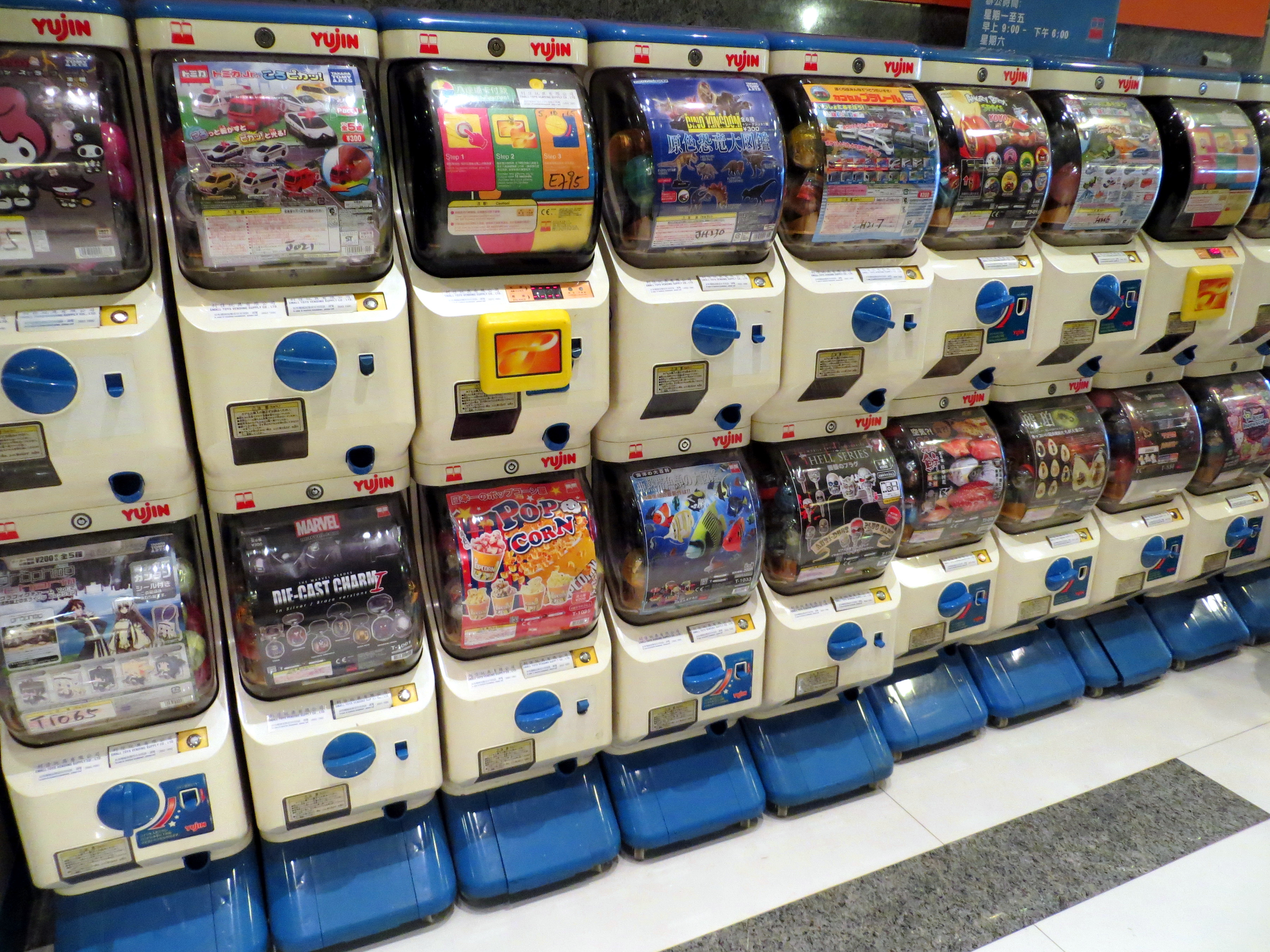
香港にあるガチャポンの機械。ルートボックスは、これらの機械から取得できるガチャポンのランダム分布から発想を得た。

ルートボックスは早期のコンピュータゲーム、主にMMORPGや類似のゲームでランダムの報酬を付与するために頻繁に用いられたランダムのルートドロップシステムの延長である。ルートボックスはこのアプローチを採用し、F2Pのモバイルゲームで用いられるマネタイズのアプローチを策定した。ルートボックスはまたガチャポン入手におけるランダム要素を取り入れている 。
ルートボックスシステムの最初の既知の例は、2004年6月に横スクロールMMORPG『メイプルストーリー』の日本版に導入された「ガチャポンチケット」と呼ばれるアイテムであると考えられており、1チケット100円で販売された。現実世界のガチャポンの機械と同様にプレイヤーはゲーム世界全体に分布するゲーム内ブース「ガチャポン」でチケットを使用するとランダムに選ばれたゲームアイテムを獲得する。
Zhengtu Networkが2007年にリリースした中国のF2Pゲーム『ZT Online』 (Zhengtu)も、ゲームシステムの一部としてルートボックスを搭載したコンピュータゲームの初期の例の一つであると考えられている。一般的にアジア諸国のプレイヤーはフルプライスの作品を購入するための資金がなく、インターネットカフェなどを利用して無料でプレイするか、ゲームのコピーを無料入手するために著作権侵害に頼っている。このアプローチを変えようとする代わりに、ZT Onlineのようなアジアのゲームは基本の売上からの収益を得られなくなるのを回避しゲームの収益を確保するためにルートボックスを導入した。1年以内に、Zhengtu NetworkはZT Onlineの月額収益が1500万ドルを超えたと報告しこのスキームの収益性を正当化した 。これがマイクロトランザクションを中心に据えたF2Pとしてゲームをリリースするアプローチにつながった。アジア地域の多くのF2Pのモバイルゲームはルートボックスの手法を提供しているが、最も有名なのは2011年にリリースされた『パズル&ドラゴンズ』であり、ガチャの手法を用いたマネタイズ体制により10億ドル以上を稼いだ最初のモバイルゲームとなった。
2009年頃の西側地域 (北アメリカとヨーロッパ)でのコンピュータゲーム業界において、初期の売上の利益ではなく販売後の取引からの収益に頼ることができるZyngaなどのソーシャルゲームの大手パブリッシャーは、Facebookのようなサイト上で無料でゲームを提供する一方で、ゲームの進行度を加速させるマイクロトランザクションも搭載して成功を収めていた。2010年9月にValve Corporationが『Team Fortress 2』に購入した鍵で開けるランダムな「クレート」が獲得できる機能を追加したが、これが西側地域で初めてルートボックスが搭載された作品であった。Valveのロビン・ウォーカーは、その意図はより多くのプレイヤーをゲームに引き込む「ネットワーク効果」を作り出すことであるためクレートをアンロックする鍵(の取引)で利益を得るプレイヤーが増えるだろうと述べた。Valveは後にF2Pモデルに移行したが、移行後にプレイヤー数が12倍以上に増加したと報告し、仮想経済の研究のためにヤニス・バルファキスを雇用した。その後数年間で多くのMMOとマルチプレイヤーオンラインバトルアリーナ(MOBA)ゲームもまたプレイヤー数を増加させるためF2Pのビジネスモデルへと移行し、その過程で多くがルートボックスによるマネタイズを取り入れた。(移行した)最初の2つのゲームは『Star Trek Online』及び『ロード・オブ・ザ・リングス オンライン』(2011年12月)であった。
それとは別にエレクトロニック・アーツ(EA)のFIFAシリーズは、プレイヤーが仮想のトレーディングカードを用いてチームを編成できる「FIFAUltimate Teamモード」を搭載した。当初はダウンロードコンテンツとしてリリースされたUltimate Teamモードは、2010年発売のゲームで無料アドオンへと移行したがゲームの収益を生み出す手段としてカードパックの購入機能を搭載した。EAはこの移行の成功を2012年3月の『マスエフェクト3』に持ち込んだ。同作は発売時からルートボックスの一種を提供した最初のパッケージゲームと考えられている。マスエフェクト3は、マルチプレイヤーサービスの運用コストを相殺するための手段として通常はオンラインプレイでのレベル上げ等で得ることができる装備を提供する 「パック」を販売した。マスエフェクト3のチームはFIFAチームと緊密に協力してこれらのパックの公開を適切に行っており、マスエフェクト3開発者のJesse Houstonは『マジック:ザ・ギャザリング』のブースターカードパックを開封して、プレイヤーがパックから常に価値を得ているように感じさせることと比較した。
ルートボックスを搭載したパッケージ版の他の初期例としては、『Counter-Strike: Global Offensive』(CS:GO)が2013年8月にアップデートで「武器ケース」を追加し、『バトルフィールド4』では2013年10月の発売時にはルートボックスが無かったものの、その後の2014年5月に「バトルパック」を追加した。バトルパックは重複アイテムを獲得しない仕様になっていた。
オーバーウォッチとそのルートボックスシステムの金銭的成功により、2016年と2017年の『Call of Duty』『Halo 5: Guardians』『バトルフィールド』『League of Legends』『Paragon』『Gears of War 4』及び『FIFA 17』を含むいくつかのゲームでは、その仕組みをメタゲームの一部として搭載した。2017年後半にはルートボックスシステムにおける様々な仕組みを搭載した『Middle-earth: Shadow of War』『Forza Motorsport 7』『NBA 2K18』を含む主要フランチャイズの多数のコアAAAゲームがこの頃にリリースされ、2017年10月からその慣習の批判的レビューにつながった。特に渦中の2017年11月に発売され非常に目立つことになった『スター・ウォーズ バトルフロントII』のルートボックスシステムは批判に晒され、これらのシステムの合法性に関して様々な政府レベルでの新たな議論に繋がった。レビューアグリゲーターのOpenCriticは、ゲームのルートとDLCシステムがゲームにどの程度影響を与え得るかについての指標として「ビジネスモデルの侵入」をゲーム紹介に含める計画を発表した。2017年後半のルートボックスに対する反応は、2017年のコンピュータゲーム業界の主要トレンドの一つと考えられている。
2017年後半からのルートボックスへの反応により、一部のデベロッパーとパブリッシャーは自社のゲームからルートボックスを削除している。そのようなゲームには『スター・ウォーズ バトルフロントII』（後述）、『Middle-Earth: Shadows of War』、『Forza Motorsport 7』などがある。依然として多くのゲームがルートボックスの仕組みを利用する一方で、新たなマネタイズ手法も開発されており、特に『フォートナイト バトルロイヤル』に端を発するチャレンジベースのバトルパスの使用が挙げられる。2019年3月、『Heroes of the Storm』はリアルマネーでのルートボックス購入機能を削除した。ランダムな中身のルートボックスは無料のゲーム内報酬としても引き続き利用できるが、3月のパッチ以降はスキンオプションも同様にリアルマネーで直接購入できるようになった。

## 批判
ルートボックスは、プレイヤーがゲームに金を払い続けるようにするためのゲームデザインの強制ループ(Compulsion loop)の一部だと考えられている。そのような強制ループはゲーム依存症に寄与すると知られており、頻繁にギャンブル依存症と比較される。これは一つにはスロットマシーンの景品分配方法と同様の「可変レート強化スケジュール」の利用が原因である。多くのプレイヤーはルートボックスにリアルマネーを投じることはない一方で、そのような中毒性のあるシステムは積極的に仮想アイテムに大金をつぎ込む「クジラ」のプレイヤーから大きな利益を上げることができる。子供が遊ぶことで知られるルートボックスを提供するゲームではギャンブルがより懸念されるようになった。コンピュータゲームは一般的には運の要素が大きいゲームではなく、(プレイヤー)スキルの要素が大きいものだと考えられているため殆どの賭博法では規制されていないが、『Nature Human Behaviour』を執筆したニュージーランドとオーストラリアの研究者は「ルートボックスは心理学的にはギャンブルと類似している」と結論づけた。
無料ゲーム内の一部のルートボックスは「pay to win」システムとして批判されており、「Play-to-loot」と侮蔑的に呼ばれることもある。これらのケースではルートボックスのコンテンツにはデジタルカードゲームのブースターパックなどカスタマイズオプションを超えてゲームプレイに影響を及ぼすアイテムが含まれており、その影響の大きさはアイテムのレア度に比例する。これは他のプレイヤーと争うプレイヤーの能力の質をルートパックのランダム生成システムと結びつけることができ、高レアのアイテムを入手して他者と公平に争うために追加のルートボックスに金を払うようにプレイヤーを駆り立てることになり得る。2014年にリリースされたブリザードのデジタルカードゲーム『ハースストーン』はプレイヤーとして成功するためにブースターパックへの金銭的投資が必要になると度々考えられている。
一部の批評家はこれらのルートボックス(の種類)によりパブリッシャーが成功するために、核となるゲームデザインの方針に根本的な影響を与え基本的なゲームの仕組みを弱まらせる可能性があるルートボックスを購入するようプレイヤーに販促・奨励するようゲーム自体が設計されるに違いないとの懸念を表明した。これはシングルプレイヤーゲームのコンプリートに大きく役立つゲームプレイを変えるアイテムを得るために、ミッションを繰り返し達成する必要性を回避する手段としてルートボックスが用いられることがあり、時間の浪費を避けるためにプレイヤーがリアルマネーでこれらを購入するように駆り立てる。例えば、『Middle-earth：Shadow of War』は、高難易度を満たすために、更に多くのより強固な同盟国を獲得することを第2の真エンディングとしている。 デベロッパーはルートボックスシステムを有効にせずにゲームのバランスをテストしながら、追加のマネタイズなしでゲームを完了できるようにしたが、レビュアーは、より強固な同盟国を獲得するための数多くの追加ミッションを完了するために膨大な時間が必要になり、 そしてルートボックスのゲーム内マーケットが一貫して存在するため、現実のお金を払いこの繰り返しを回避するという魅力を避けることが困難になり、全体の経験をネガティブなものにしていることを発見した。リアルマネーでルートボックスまたは他の装備を購入することを可能にするゲーム内ショップの提示は、プレイヤーのゲームへの没入感に影響を及ぼす可能性がある。2018年7月までにShadow of Warのデベロッパーは、ゲーム内ショップとルートボックスシステムを完全削除するパッチをリリースした。
一部のルートボックスシステムの実装は、一部のプレイヤーや批評家から反消費者的だと考えられるようになった。既にダウンロードコンテンツを提供しているフルプライスのゲームがその後ルートボックスシステムを導入したことで、プレイヤーからの激しい批判を浴びた。一部のジャーナリストは、パブリッシャーが負担するゲームサーバーの運用コストの一部としてマルチプレイヤーゲームでのルートボックスの導入は正当化されていると考えたが、シングルプレイヤーゲームでの利用はパブリッシャーの利益のための手段にすぎないと見ている。
デベロッパーとパブリッシャーは、AAAのコンピュータゲームからの収益を初期販売以外でも上げるために必要な手段の一部として、ルートボックスを検討している。パブリッシャーはAAAゲームの基本価格を60米ドル(2017年時点)以上に引き上げることは直ちに売上を失うことを恐れて躊躇しており、その代わりに開発プロセスのコストと進度の増大、 コンピュータゲームの視聴者の成長の停滞、リリース後のゲームのフルプライスの売上を獲得しなければならないと感じる時間が短縮される。ルートボックスのような収益化計画は、ゲームがリリースされた後もロングテールでの収益に役立つ。リリース後のマネタイズは、モバイルゲーム業界で競り合うために必要と考えるパブリッシャー、主にF2Pの収益化計画を使用している。バトルフロントIIの論争を受けて、KeyBanc Capital Marketsのアナリストはコンピュータゲームの価格はルートボックスやマイクロトランザクションの追加購入があっても、時間単位で他の形式のメディアよりも低く、 その上ゲームは一般的にそれらが与える価値に比べ割安であると述べた。
デベロッパーは、ルートボックスをゲームに含める決定及びどのようにリアルマネーでの価格設定を行うかは、パブリッシャーや上級管理職から来るかもしれないと述べているが、 何を搭載するかやどのように提供されるかなどはデベロッパー自身によって頻繁に設定される。一部のデベロッパーは、ルートボックスのアプローチは消費者に対して搾取的な方法で実装されていない限り特定の種類のゲームと上手く合うと主張し、ゲーム内でルートボックスを実装する決定はパブリッシャーからの指示ではなくデベロッパーができると主張している。ルートボックスシステムはプレイヤーがゲームをプレイし続けるためのインセンティブとしてではなく、主に販売後の利益を得る手段として用いられる時にデベロッパーはゲームデザインをゲームプレイを挑戦的なものからプレイヤーが金を使うようにゲームデザインを大きく変更する必要があると感じている。彼らは、基本となるゲームプレイがルートボックスのためにお金を使うことを奨励しないか、必要とするゲームでは、ルートボックスから得られた新しいコンテンツの追加は一般にそのコミュニティ内で祝われ、さらに、ルートボックスシステムは開発の終盤ではなく初期段階で使用が決定されれば、デベロッパーはルートボックス周りの設計を行えることでより適切に扱える。デベロッパーはルートボックスの仕組みが非西側の人々と西側の若年層により広く受け入れられており、これらのグループは特にF2Pのモバイル作品をプレイして成長した結果として年上の西側のプレイヤー以上に異なった消費パターンを培っていた。
ルートボックス利用の支持者達は、それらが『マジック:ザ・ギャザリング』のような物理的なトレーディングカードゲーム(TCG)のブースターパックを開封することに似ていることでギャンブルシステムだという不平に反論した。米国では、TCGは、賭博の形態であるかどうかに関連する以前の法的挑戦の対象となっていたが、責任を負うことはなかった。これらのゲームではどの種のギャンブル要素も提供していないことからベルギーのような一部の国ではTCGのギャンブルに関する規制を免除している。しかし、ルートボックスの反対派はデジタルのルートボックスを開けるプロセスが、物理的なブースターパックには存在しない要素であるギャンブルに陥りやすい感情体験や即時帰還を中心に設計されているという事実に対処している。
オーバーウォッチ以降ルートボックスを用いるゲームが増加したのは、ルートボックスを開けるだけの動画配信が多数の購読者を形成するなどルートボックスを開梱する行為がプレイヤーとYouTube動画かストリーミング配信を通じてプレイヤーを視聴する人達の両方にとってゲームの刺激的な要素であるとの認識が原因だと一部で主張されている。コンピュータゲームの売上高を追跡しているNPDグループは、2017年9月にリリースされたルートボックスを含むゲームで消費者の購買がプラスにもマイナスにも変化する兆候はなかったと述べている。NPDは、2017年9月の発売時にルートボックスシステムを搭載していたことでプレイヤーによって批判された『NBA 2K18』がその月の北米におけるベストセラーゲームになったと報告した。ジュニパー・リサーチは2017年に約1170億ドル規模の世界のコンピュータゲーム市場が特に中国内でのルートボックスの使用増加に支えられ、2022年までに約1600億ドルになると予測した。
ルートボックスのこれらの問題とは異なり、ルートボックスからの排出アイテムを含むランダムのゲーム内報酬を搭載しこれらのアイテムを他のプレイヤーとトレードする手段を提供するゲームは、スキン賭博の使用を誘引することで知られている。スキン賭博においてこれらのカスタマイズアイテム「スキン」は、プレイヤーがアイテムとリアルマネーを交換することができるウェブサイトの運営者とプレイヤーの間のブラックマーケットの仮想通貨となり、Eスポーツやその他の運の要素が大きいゲームでこれらのアイテムを賭けたりすることを可能にしており、後にこれらの活動は法務当局によって賭博と認識され、この慣習を停止するために2016年後半にいくつかの法的挑戦が生じた。ValveのCS:GOは2013年にゲーム内のランダム化されたルートドロップを搭載するアップデートを行っており、2016年中頃までにスキン賭博の最も著名な例となった 。2016年以降にルートボックスや他のランダム報酬を用いた一部のゲーム(ロケットリーグやPLAYERUNKNOWN'S BATTLEGROUNDSなど)では、アイテムの取引を制限しているまたは取引機能自体がないためこれらのゲームからスキン賭博が排除されている。

### 具体例

#### オーバーウォッチ
全てのルートボックスシステムが批判の対象になっているわけではなく、ブリザード・エンターテイメントの『オーバーウォッチ』のシステムは実装上の欠陥が一部あるにもかかわらずルートボックスの無害な利用と考えられている。全てのアイテムはコスメティックアイテム(スキン、ボイス、エモート、スタンプなど)でありゲームプレイに影響を及ぼさないが、アイテムの品質の高さと視覚的魅力によりプレイヤーにとって非常に魅力的なものとなっている。プレイヤーはトレジャーボックスを有料で購入することもできるが、時間はかかるもののゲームのプレイに応じて無料で入手することもできる。また、重複アイテムまたはランダム排出で得られるゲーム内通貨をアイテムの購入に利用できるため特定の一つのアイテムを入手するために多くのトレジャーボックスを購入する必要がなくなっている。オーバーウォッチのトレジャーボックスのアプローチは特別イベントの一環として全プレイヤーに無料で新コンテンツをリリースしオーバーウォッチの「サービスとしてのゲーム(Games as a Service)」モデルの一環として利益を得るためのブリザードの正当な手段と考えられている。ブリザードはまたトレジャーボックスシステムについてのフィードバックに耳を傾けており、それらに基づき調整を加えた。例えば、長きに渡るプレイヤーからの批判に対応して2017年6月にブリザードはトレジャーボックスからの重複アイテム獲得の頻度を減少させる一方でトレジャーボックスからのゲーム内通貨の報酬の価値を上昇させることでゲーム内通貨の獲得率を同じにするようにする変更をリリースした。ブリザードのマイケル・モーハイムCEOは、オーバーウォッチのトレジャーボックスでPay-to-win、ゲームプレイを変える要素及びルートボックスからの報酬をリアルマネーへ変換などを回避したとし、そのため「オーバーウォッチはその(ルートボックスの)論争に当てはまらない(と考えている)」と語った。オーバーウォッチのプロデューサー、ジェフリー・キャプランはトレジャーボックスの設計において、ゲーム内のスキルやランダムな運に頼らずにプレイヤーが求めるコスメティックアイテムを入手できる方法を確実に持てるようにしたいとし、ゲーム内コインを使ってそのようなアイテムを直接購入するオプションを追加した。業界アナリストのマイケル・パクターは、コスメティックアイテムのみを使用するオーバーウォッチのトレジャーボックスモデルは、今後このマネタイズを提供するより望ましい手法になると推測した。それにもかかわらず、オーバーウォッチのシステムではプレイヤーは未だに特定のアイテムを購入するためにリアルマネーを直接使用することはできず、トレジャーボックスに向かってゲーム通貨を稼ぐ速度は遅くなり、ゲーム内支出及び潜在的なギャンブルの可能性に寄与する。

#### スター・ウォーズ バトルフロントII
対照的にエレクトロニック・アーツ（EA）のDICEスタジオが開発し2017年11月に発売された『スター・ウォーズ バトルフロントII 』は2017年10月のルートボックス批判の結果高い注目を集めることになった。主にオンラインのマルチプレイヤーシューティングゲームであるバトルフロントIIは、2015年発売の第一作目が用いていた「シーズンパス」アプローチが追加コンテンツの購入者と未購入者でプレイヤー層が分断することが判明したため同アプローチを排除するために開発された。代わりにバトルフロントIIは、全てのプレイヤーが一緒に遊ぶことを可能にするがEAにとって望ましい収益源を提供する他のマイクロトランザクション計画を導入した。これらの計画には、ルートボックスから排出される報酬の中でもとりわけ特定のキャラクタークラスを強化する「スターカード(Star Cards)」があり、スターカードの効果はレベル別で分かれておりより強力な強化を行えるカードはレアなものとなる。これらのより高レベルのスターカードは、ゲームをプレイするだけで得られる割合よりも積極的にリアルマネーで多くのルートボックスを購入するプレイヤーに直接的な利点をもたらすので、同作のオープンベータ期間時のルートボックスシステムはとても酷い「pay-to-win」システムのフルプライスゲームの1つと呼ばれた 。EAは批判を受けてこのアプローチを再評価し、正式発売前にルートボックスシステムを改造して、スターカードのようなルートボックスで引き続き提供されているアイテムの一部をゲーム内実績、ゲーム内通貨、または通貨で直接購入でも獲得できるようにした 。発売直前にバトルフロントのリリース版への早期アクセス権を持つEA Accessのメンバーがスペシャルヒーローキャラをアンロックするためにゲームの試合に膨大な時間を費やすか、リアルマネーでゲーム内通貨または潜在的な報酬として通貨を提供するルートボックスを購入することが必要であることを発見した。これは「pay to win」計画のすべての要素を組み合わせたルートボックス/マイクロトランザクションシステムのさらなる批判を引き出した。
ゲームの公式発売のわずか数時間前にEAとDICEは一時的に消費者に好まれるやり方でこれらのシステムを提供するための方法を解決するまで全てのマイクロトランザクション購入を停止し、DICEは(マイクロトランザクション)再導入の前に「私達は現在聞き取り、調整、バランス取り、チューニングに更なる時間を費やす」 と述べた。ウォール・ストリート・ジャーナルによれば、スター・ウォーズの知的財産権を保有するディズニーからの要求でリリース直前にマイクロトランザクションを削除する決定がなされたという。ディズニーはこのフランチャイズがより若いプレイヤーを引き寄せることがわかっており、ルートボックスシステムが子供の賭博行動に寄与することを懸念した。EAはその後ゲーム内のマイクロトランザクションのアプローチを改善したものを2018年3月にリリースすると決め、ルートボックスから得られる潜在的な報酬としてスターカードのようなあらゆるpay-to-winの要素を抹消し、スターカードはゲーム内の進行に基づいた経験値によってのみ獲得できるようになった一方でルートクレート(から排出されるもの)は化粧品アイテムまたはこれらのアイテムの購入に用いるゲーム内クレジットに制限された。
バトルフロントのルートボックスに対するプレイヤーの反応がベルギー賭博委員会による特にバトルフロントのルートボックスの性質評価やアメリカ合衆国内のハワイ州など一部州において販売禁止の可能性についての議論につながった。EAはバトルフロントにおけるルートボックスのアプローチは厳密にはオプション機能であるためギャンブルとは考えていないと述べた。ルートボックスによるマネタイズ計画の反応と変更が一因となりバトルフロントの売上は想定を下回りEAの株式は発売1週間後に価値の8%(約30億米ドル相当)を喪失した。アナリストは、EAが同様の反発を避けるために、今後のゲームのマネタイズの方法を再評価しなければならず、それが将来収益が更に減少すると予想した。バトルフロントIIのリリース後の会計四半期の業績において、EAのブレイク・ヨルゲンソンCFOは1000万本の販売目標を約10％も失ったと報告した。これは、ルートボックスのアプローチに再び取り組んでいる間にゲーム内のマイクロトランザクションを取り除くことと相まって、その四半期のEAのゲームの収益予測の喪失につながった。2018年4月、EAのパトリック・ソダーランドはバトルフロントを巡るルートボックスの状況は執行役の再編を含む重要な影響を会社に及ぼしたとし、その上で「これからのゲーム、バトルフィールドやAnthemでは、(プレイヤーは)我々が同様の過ちを犯す余裕がないことを明確にすることができる。我々は決して(同じミスを)しない」と語った。

#### FIFA
エレクトロニック・アーツはサッカーゲームシリーズ『FIFA』を年一回のペースで発表しており、リーグのチームに所属する実在の選手達の姿や属性を使用している。FIFAシリーズの最近の作品では、ゲーム内通貨またはリアルマネー（ポイント通貨）で購入できる仮想カードパックを介して提供されるこれらの選手の「カード」を集めることで自分のチームを結成できる同作の「Ultimate Team」モードが搭載されている。これはルートボックスを利用した他のゲームと似た仕組みであるが、ゲームのあるバージョンで獲得したカードは翌年の新作には持ち越されないため、同作での使用は批判されている。そのため、プレイヤーはゲーム内クレジットを再獲得したり、より多くのお金を費やして追加ポイントを購入することで競争力のあるチームを取り戻すために努力しなければならず、毎年このサイクルが続く可能性がある。 EAはその後、『マッデンNFL』『NBA Live』『NHL』『UFC』などの他のスポーツシミュレーションシリーズにUltimate Teamのようなメカニズムを実装している。2016年、EAはUltimate Teamパックの購入による収益が年間6億5000万ドルであり、同社のポートフォリオ全体のマイクロトランザクションからの総収益の約半分、デジタル販売収益全体の30%であると報告した。

## 規制と法律
リアルマネーを投じた後にランダムにアイテムを獲得するため、ルートボックスを用いるゲームはギャンブルの一形態とみなされる可能性がある。ルートボックスシステムを搭載したゲームは、一部のアジア諸国では規制対象となった一方で、西側諸国ではルートボックスの合法性に関する疑問は検討中のままである。PC Gamerのスティーブン・ライトはギャンブルに関連したルートボックスの懸念のいくつかは、1990年代のベースボールカード業界や物理的なポケモンカードゲームに対する訴訟時に経験したがこれらの訴訟はどちらの分野にも大きな影響を与えることはなかったと述べた。

### アジア・オセアニア

#### 中国
2016年12月、中華人民共和国文化部はオンラインゲームパブリッシャーに対し、2017年5月以降「全ての仮想アイテムとサービスの確率」を公表するよう命じる法律を発表した。法律の施行時にパブリッシャーが遵守したことで、様々な統計が公表されることになり、中国のプレイヤーがそれぞれのルートボックスから様々なカテゴリーのアイテムを獲得できる確率が定量化され、一部は0.1%程度と低いものもあった。
法律ではまたゲームパブリッシャーがルートボックスなどの「抽選券」を直接販売することも禁じた。絶対的な禁止令ではないが販売には当局の許可が必要となっている。天井設定義務等についても個別に判断される。2017年6月、ブリザード・エンターテイメントは「新しい法律と規則に従い」同社の作品『オーバーウォッチ』のルートボックスは中国国内で購入できなくなると発表した。プレイヤーはその代わりにゲーム内通貨を購入することで、購入の「ギフト」としてルートボックスが与えられる。
2019年11月から国家新聞出版総署（GAPP）は8歳未満のユーザーへのルートボックスの販売を禁止し、8歳以上18歳未満のユーザーにおいても1か月に支出できる金額を8歳以上16歳未満は200元、16歳以上18歳未満は400元までに制限した。

#### 日本
2011年の『パズル&ドラゴンズ』のガチャモデルの成功後、日本でそのシステムが特に若いプレイヤーにとって本質的にギャンブルだと認識されるようになった。2012年5月までに消費者庁は、ルートボックスから得られる所定のセットのアイテムを組み合わせるとよりレアかつ価値があるアイテムを作り出すことができる「コンプリートガチャ」(コンプガチャ)の慣習を禁止した。これは新法の導入によってではなく、野球のトレーディングカードの観点からコンプガチャを防止するために1977年に作成された既存法下では仮想アイテムは「景品」とみなされうるという法的意見を出すことで行われた。意見が出されてから一ヶ月以内に主要な日本のゲームパブリッシャーは全て自社ゲームからコンプガチャの規定を削除したが、多くのデベロッパーはこれらのルールを回避する方法を見つけた。GREE及びDeNAを含む日本のモバイルゲームデベロッパーはこれらのモデルのデベロッパーを縛ろうと試みた自主規制の業界団体「一般社団法人ソーシャルゲーム協会」(JASGA)を立ち上げたが、成功することはなく協会は2015年に解散した。2016年4月、大多数のゲーム会社が加盟するCESAのガイドライン改訂と「グランブルーファンタジー」が天井システムを導入した事をきっかけに自主規制が進み、特に確率の自主公開については2018年内までにほとんどの国産ゲームが行っている。改善を受けて日本国内での法規制議論は下火となった。

#### 韓国
2015年3月、自由韓国党が第一党の韓国国会のメンバーがゲーム企業に対しルートボックスから得られるアイテムの「種類、構成比率、獲得確率に関する情報」を公開するようゲーム企業に義務付ける国の既存のゲーム業界規制の改正案を提案した。改正案は可決しなかったが、これが韓国のゲーム業界による自主規制の試みにつながった。この動きは法規制の提案を継続する議員を納得させることにはならなかった。しかし、自主規制にいくつかの改訂が加えられており(最近では2018年7月)、現在は(排出される)アイテムの確率をプレイヤーに明示することが全てのルートボックスに必要になっている。だが韓国で大きなシェアを持つNCソフト、ネクソンなどは全面的な確率公開に応じていない。結果として自主規制の効力は小さなものに留まった。近い将来にこの規制の範囲を拡大しアイテムを改良するために購入した資源など他のゲーム内購入を対象にする計画も存在する。
公正取引委員会はルートボックスとコンピュータゲーム関連の消費者問題を注視し続けていた。2018年4月には同委員会はネクソンに対して同社のゲーム『サドンアタック』の誤解を招くルートボックスの慣習に関して9億3900万ウォンのペナルティと550万ウォンの罰金を請求し他の2社にも少額の罰金を請求した。しかし、直接アイテムを得る方式以外の物は規制対象とならない問題が存在する為、大多数のゲームが適応した現在このような摘発事例は稀なケースである。
2021年1月、ネクソンの『メイプルストーリー』で10年間に渡って最高レアが当たらない設定になっていた重大事案や、『マビノギ』で大当たりが1000万分の1以下という超低確率だった事実が明るみになり、これを発端として他のゲーム会社や政界にまで批判が飛び火。韓国のゲーム企業は世論・政治両面からの圧力に晒され、法規制を恐れた韓国ゲーム産業団体GSOKは確率開示を義務付ける自主規制ガイドラインを2021年4月に発表した。この新規制には「キャラクター」「エンチャント」等も自主公開の対象に加えられている。以前の規制では違反企業に罰則が無かったが新規制ではGSOKのサイトにゲーム単位の名前が公表される。GSOKに非加盟の企業も多いが、当事者のネクソンを始めとする主要ゲーム企業は2022年までに従う方針。韓国国会では確率公開義務の法制化議論も行われた。コンプリートガチャ禁止等の直接的な法規制にはゲーム業界の反発が大きいため慎重姿勢を取っている。

#### シンガポール
2014年10月、シンガポール議会はライセンスが無いギャンブルのウェブサイトを禁止し違反者には罰金を科す「遠隔ギャンブル法案」(The Remote Gambling Act)を可決した。本法律のギャンブルの定義に「仮想クレジット、仮想コイン、仮想トークン、仮想オブジェクトまたは運の要素が大きいゲームとの関係で購入された類似物」を賭けることを含めており 、プレイヤーが金を支払いランダムな結果を得る(仕組みの)あらゆるゲームの製作者が政府から営業ライセンスを求める必要になるのではないかという懸念に繋がった。
ゲーム業界のロビー活動への対応としてS・イスワラン内相は「本法案はプレイヤーがマネーを獲得するチャンスを得るためにプレイするものではないソーシャルゲームやゲーム内通貨をマネーまたはゲーム外の商品に変換することができないゲームデザインのものを対象に含める意図はない」と語り議会で法律を明確にした。内相はまた「他のエンターテイメント商品の購入・引き換えに使用できる仮想通貨」を提供するSteamなどのプラットフォームを法案の規定から明確に除外した。
しかし大臣はまた以下のように語った:
ソーシャルゲームとギャンブルの間のラインはますます曖昧になっているというのは事実だ。今日良性と思われているものが市場機会と消費者のトレンドに応じて明日には何かもっと邪悪なものへと急速に変態する可能性がある。そのため法律の範囲は広くなっている。

#### オーストラリア
オーストラリア国内ではルートボックスを伴うゲームは「マネーもしくはその他の価値があるもの」のためにプレイされ得る場合に賭博制限の対象になるが、ゲーム内にのみ存在するアイテムがたとえアイテムの名声に関連するものであっても定量化可能な「価値」を持つ場合の疑問は残り続けた。ビクトリア州賭博および酒類規制委員会(The Victorian Commission for Gambling and Liquor Regulation、VCGLR)はルートボックスは賭博であると考えているが、海外登録の企業を起訴する権限がないと述べた。委員会はこの制限に対する解決策としてルートボックスを搭載するあらゆるゲームの「即時Rレイティング」を提案した。2018年3月、オーストラリアの政府機関Office of the eSafety Commnissonerはオンラインのルートボックスの危険性についての安全ガイドラインのリストを公開した。
オーストラリア元老院(上院)は2018年6月にJordon Steele-Johnが主導した「the Environment and Communications References委員会」にルートボックスの調査を指示する動議を可決し、2018年9月に元老院に報告された。2018年8月に開始されたこの調査では、コンピュータゲームにおけるルートボックスの使用を評価し、賭博や子供への影響に関連する問題の対象とみなしていた。 2018年9月中旬に発表された報告書では、ルートボックスは「心理的にギャンブルに類似したもの」であり、ルートボックスを搭載したゲームは「顧客の間でギャンブル障害を悪用している」可能性があることが明らかになった。同委員会は、ルートボックスを搭載したゲームには保護者の指導を警告するラベルを貼り、「ゲーム内のギャンブルコンテンツ」が含まれていることを示すことを推奨し、そのようなゲームは国内の法定ギャンブル年齢を表すように格付けすることを提案した。 最終報告書では、同委員会はオーストラリア政府に対し、どのような立法措置やその他の措置をとる必要があるかを判断するために、複数の部門が協力して「コンピュータゲームにおけるルートボックスの包括的な見直しに着手する」よう促した。
豪州下院社会政策・法務常任委員会の 2020年2月の報告書では、年齢認証ゲートでブロックすべきインターネットコンテンツに焦点を当て、eSafety Commissioner 室または同様の機関が「強制的な年齢認証の利用を含め、18 歳以上の成人へのルートボックスやコンピュータやコンピュータゲームのその他の模擬ギャンブル要素へのアクセスを制限するための選択肢について豪州政府に報告すること」 を推奨している。
2020年8月までに、オーストラリアの分類委員会（Australian Classification Board）は、ルートボックスを含むマイクロトランザクションがあるゲームは、レーティング分類の一部として「ゲーム内購入」が含まれていることを表紙に表示しなければならないという規則を更新した。

#### ニュージーランド
ニュージーランド内務省のギャンブルコンプライアンス事務所は市民のEメールへの返信として「ルートボックスはギャンブルの法的定義を満たさない」とする当時の見解を述べたが、状況の進行に応じて見直しを進めているという。

### ヨーロッパ

#### イギリス
2017年3月、イギリス賭博委員会はポジションペーパー(見解書)「仮想通貨、eスポーツ、ソーシャルカジノゲーム(Virtual currencies, eSports and social casino gaming)」を発行した。このペーパーでは仮想アイテムは「賞品」であるとの立場を取り、その上で一般的には「賞品がゲーム内のみで使用されるように制限されている場合そのようなゲーム内機能はライセンス供与可能なギャンブルではない」とした。しかし、ペーパーは以下のように続けた：
我々の見解ではゲーム内アイテムを現金に変換またはそれらを(価値のある他のアイテムと)トレードする機能は現実世界の価値を獲得することを意味し、(それらのアイテムは)金品または金相当品になる。そのようなアイテムを用いる賭博施設が提供される場合、後に現金と交換可能なカジノチップをギャンブルの支払い方法として受け取るか使用する状況が想定されるときには、まったく同じ方法でライセンスが必要となる。
2017年8月、委員会はスキン賭博の調査を開始した。その後11月に委員会のティム・ミラー事務局長はBBC Radio 4のインタビューを受け、そこで彼は委員会はまたルートボックスも調査しておりゲーム産業の自主規制を提案したことを認めた。同月に委員会は議会が賭博の法律として発行したことのみ強制できるだけであるためルートボックスがギャンブルに回っても決定を下せないと認識しているとの声明を出し、これに関して早期のポジションペーパーの賭博の法的定義を再掲載した。 。ミラーは議会が法律を改正するまでルートボックスに対する措置は取れないが、子供やその親に影響し得るルートボックス問題の注意を喚起することはできるとし、2017年8月のスキン賭博調査の一環としてそれに関連するリスクと問題を評価していると語った。ミラーは更に他の国々でも法律の成立やルートボックスの規制が行われる予定だとしても委員会は引き続きイギリスの法律に沿う必要があると語った。

バトルフロントII論争の一ヶ月前の2017年10月にケンブリッジ選出の国会議員ダニエル・ゼイチュナーは「違法なギャンブル、ゲーム内ギャンブル及びコンピュータゲーム内のルートボックスから脆弱な大人と子供を守るために計画している措置は何なのかデジタル・文化・メディア・スポーツ省(文化省)の大臣に質問するための」議会質問を提出した。対応として文科省のトレイシー・クラウチ政務次官は賭博委員会のポジションペーパーの立場に言及し、以下のように述べた:
政府はギャンブルとコンピュータゲームの収斂増大から生じるリスクを認識している。賭博委員会はこの問題の審議を継続しており、引き続き市場の動向を監視していく。
それとは別に、イギリス市民1万人以上が同国政府に対し「子供をターゲットにしたコンピュータゲーム内の賭博を賭博法の対象に含めるように同法を適合させるよう」求める請願書に署名しており、それにはルートボックスに関する問題も含まれていた。政府の対応はビデオ規格委員会(VSC)が汎欧州ゲーム情報(PEGI)とゲーム内のギャンブルと関連するPEGIの基準に何か必要な変更があるかどうか決めるために議論中だとし、賭博委員会はまたゲームと若いプレイヤーとの間の相互作用についても検討していると述べた。この返答は「2008年不公平取引規則による消費者保護の法律」を引き合いに出しており、返答では「例えばルートボックスなどのゲーム内購入を含むゲームコンテンツなどの商品を購入するように直接的な奨励するといった誤解を招くまたは積極的なマーケティングの慣習を何人にも行わないよう事業要件に含む」としている。
2018年3月、レッドカー選出のアンナ・ターリー下院議員は政府に「ルートボックスのゲームの仕組みを規制する立法案を提出する」ように政府に要請した。 これに対し、閣外大臣のマーゴット・ジェームズ下院議員は「PEGIは主要アプリストアから商品を購入する消費者に対し(商品内に)更に購入要素を含む場合に通知をし、ボックス(パッケージ)商品にこれらの通知を掲載する可能性を検討している」とし、その上で「コンピュータゲームを購入しプレイする人々が確実に情報に基づいて保護されるためにPEGIや賭博委員会などの規制機関が業界と話し合っている」と語った。
ギャンブル委員会は2018年11月、ギャンブルの現状と青少年への影響に関する報告書を発表した。報道機関は、同委員会がルートボックスが若者がコンピュータゲーム以外のシナリオでギャンブルに取り組むためのゲートウェイと考えられると判断したと述べていたが、同委員会は直接的な結論を出したわけではないことを明らかにし、英国では10人に3人程度の子供がゲームでルートボックスを開けていることを明らかにしたに過ぎない。2019年1月から、下院のデジタル・文化・メディア・スポーツ省は、仮想現実のような没入型テクノロジーが文化にどのような影響を与えうるかについて、「一部のテクノロジーの中毒性」に具体的に焦点を当てた公開意見を公開した。 また、下院はコンピュータゲーム業界のメンバーから意見を募るために公聴会を開催している。現在の文化・通信・クリエイティブ産業大臣であるマーゴット・ジェームズ議員は、これらの議論の中で、他のギャンブル活動については同様の法律を共有していないため、イギリスがどのようにルートボックスを扱うかについては、ベルギーのような他のヨーロッパ諸国が行ってきた方法とは異なるだろうと述べている。ジェームズは、「ルートボックスはアイテムやスキンを購入してゲーム体験を向上させるための手段であり、追加の金銭的報酬を期待しているわけではない。さらに重要なのは、オフラインでお金と交換することができないということだ。なので大きな違いがあると思うし、ルートボックスがギャンブルと言うのは本当ではないと思う」と述べた。
ギャンブル委員会は2019年7月に、現行法に書かれているギャンブルとの核心的な区別であるルートボックス内のアイテムを収益化する手段がないため、ほとんどのコンピュータゲームにおけるルートボックスの販売を監督することはできないとの声明を発表した。委員会は、スキン賭博と同様にルートボックスのアイテムを収益化する手段を可能にするサードパーティのサイトが存在するが、それらを監視する立場にはないと注意を促し、Valveのような企業に対し、スキン賭博の収益化を防ぐためのより良い対策を講じるよう促している。
2019年9月9日に発表された最終報告書の中で、デジタル・文化・メディア・スポーツ省は、英国政府が未成年者へのルートボックスを含むゲームの販売を防ぐための予防措置を講じることや、ルートボックスを含むゲームがギャンブルの仕組みを持っていると表示されるようにPEGIと協力することを勧告した。また、報告書では、「現実のお金で買えて、中身が事前に明らかにならないルートボックスは、お金の価値を競う運の要素が大きいゲームであると考えている」とし、2005 年賭博法の規制対象にルートボックスを含むゲームを追加し、販売を制限するよう 政府に求めている。この報告書はまた、ゲーム出版社や開発者がスキン賭博のグレーマーケットを制限するために、より多くの措置を講じなければならないというギャンブル委員会の結論にも同意しています。 イングランド児童委員会は翌月、ルートボックスが未成年者のためのギャンブルに似ているという同じ懸念を反響させて報告書を発表し、ゲームがルートボックスを利用して未成年者にお金を使わせ続けるように誘引する方法を反映させるために、ギャンブル法の改正を奨励した。
2020年1月には、国家保健サービスの精神衛生担当ディレクターであるクレア・マードック氏は、サービスがルートボックスと青少年の精神衛生に関する懸念事項を長期計画に盛り込んでいると述べたが、「ルートボックスの内容に賭けるように子供たちに教えることで、子供たちを依存症に陥れてはならない」と注意を促している。いかなる企業も、このようなチャンスの要素を持つルートボックスゲームを子供たちに販売すべきではありませんので、そういった販売は終了すべきです。
2020年6月、DCMS局はさらなる調査の一環として、ルートボックスに関連するゲーム会社への証拠の提出を求め始めた。
貴族院ギャンブル委員会は2020年7月2日、英国におけるギャンブルの状況に関する特別報告書を発表した。報告書では、ルートボックスの進行中の問題、それらがどのようにギャンブルとみなされるか、若者への影響を特定し、「大臣は、政府によるギャンブル法の広範な見直しを待たずに、ルートボックスやその他の類似のゲームが運の要素が大きいゲームであることを明記した2005年ギャンブル法第6条(6)項に基づく規制を行うべきである」と結論づけている。
2017年2月、マン島のギャンブル監督委員会は規則を更新し、現金に換金できなくても仮想アイテムを「金銭的価値」があると明確に定義し、ルートボックスを法的規制下に置くと明示した。

#### オランダ
2018年4月、オランダの賭博当局はルートボックスの販売と獲得アイテムの「転送」許可の両方を行うゲームは違法であるとの法的意見を出した。その報告書「ルートボックスの調査：宝物か負担か？(Study into loot boxes: A treasure or a burden?)」において当局は調査した10のゲーム中4つがこの様に賭博法に違反していたと述べた。そして残り6つのゲームのルートボックスシステムは法的措置の基準を満たしていないが、「それにもかかわらずそれらは依存症の進行を促進」し、当局の方針と「対立する」と締めくくった。
当局は4つの未公表のゲームのデベロッパーにルートボックスシステム修正のための8週間の猶予を与え、修正がなければ罰金とオランダ国内でのゲームの販売禁止に直面する可能性があった。Valveは2018年6月20日までにゲーム内のルートボックスの状況を改善しなければならないと賭博当局から伝えられたと述べ『Counter-Strike: Global Offensive』(CS:GO)とDota 2のゲーム内アイテムのトレード機能を無効にした。2018年7月11日、ValveはCS:GOのゲーム内アイテムのトレード機能を再び有効にしたが、オランダとベルギーの消費者がルートボックスを開けることを制限した。
2017年11月のMichiel van Nispen下院議員が上程した議会質問後に当局の調査が開始された。調査を発表した規制当局は「依存症と多額の金銭支出」の「潜在的危険性」を警告した。
4月の発表を受けて、賭博当局は彼らのルートボックスに対する裁定をEU間で一致させるよう他のEU諸国への要請を始めた。
2019年4月、政府の規制のためPsyonixはオランダ（とベルギー）のプレイヤーがロケットリーグのルートクレートを鍵で開ける機能を無効化した
。

#### ベルギー

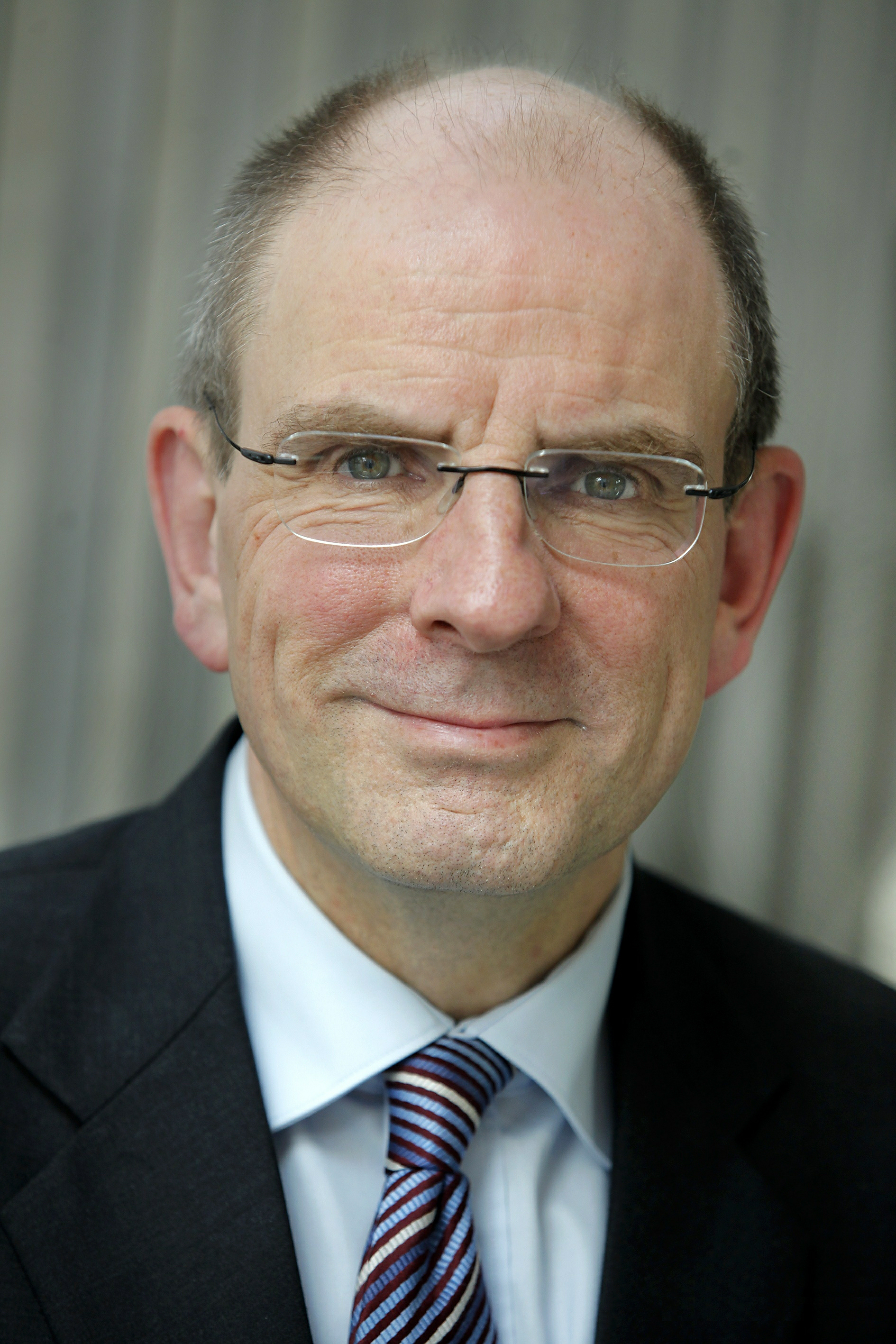
ベルギーのクーン・ヘーンス法務大臣はルートボックスを規制するいくつかの決定を主導しており、ベルギーの手法を欧州全土に拡大することを模索している

オランダのルートボックスについての決定直後の2018年4月、ベルギー賭博委員会は4つのゲーム(FIFA 18、オーバーウォッチ、CS:GO、スター・ウォーズ バトルフロントII)のルートボックスシステムの調査を完了し、FIFA 18、オーバーウォッチ、CS:GOでのルートボックスシステムは運の要素が大きいゲームであり、ベルギーの賭博法の対象となると判断した。委員会はオーバーウォッチのルートボックスの場合、ボックスを開ける行為はプレイヤーにとって一部の価値あるとみなされているアイテムを獲得するための「運の要素が大きいゲーム」であり、特定のアイテムを獲得するためにゲーム内通貨を直接購入する手段が存在していないとし、一方FIFA 18のようなゲームはルートボックスシステムを販促するために現実の選手を用いることで現実とファンタジーを融合させていると述べた。ベルギーのクーン・ヘーンス法務大臣はこれらの調査結果の中で「この分野との対話が必要」とし、その上で「多くの場合そのような(ルートボックス)システムに触れるのは子供たちであり、我々はそれを容認することができない」と述べた。本調査は2017年11月から行われており、当時はバトルフロントIIは一時的にルートボックスを削除していたことから違反とはみなされなかった。委員会はこれら3つのゲームのルートボックスシステムを削除するよう命じ、従わなければパブリッシャーが不法行為に抵触し最大80万ユーロの罰金が科される可能性があった。ヘーンスは「特に幼少期にギャンブルとゲームを混ぜることは子供の精神衛生上危険である」と語りルートボックスのEU全域での禁止を呼びかけた。
発表に対応して、ルートボックスを搭載するゲームをベルギーで販売する企業は様々な手段をとっている:
- Valveは「ベルギー賭博委員会に喜んで関与し、いかなる質問にも回答する」と述べた。EAとアクティビジョン・ブリザードはコメントを拒否した[58]。オランダにおいて上述したように、2018年7月のCS:GOのパッチはベルギーとオランダのプレイヤーがルートボックスを開けることを防ぐものだった[148]。
- 2K Gamesは判断に沿うために『NBA 2K 』に修正を加えベルギーのプレイヤーがリアルマネーでMyTeamランダムカードパックを購入できなくしたが、ゲーム内通貨で引き続き購入できるようになっていた[155]。2Kは引き続きルートボックスはベルギーの賭博法に反していないと主張しており、これらの削除に関して地元の代表と連絡を取るようプレイヤーに促した[156]。
- ブリザード・エンターテイメントはベルギーのプレイヤーがオーバーウォッチと『Heroes of the Storm』のルートボックスを購入できなくするが、ゲーム内報酬でこれらを獲得できるようにした[157]。
- ArenaNetはベルギーのユーザーが『Guild Wars 2』のゲーム内通貨をリアルマネーで購入できないようにした。同作にはルートボックスはないが、ゲーム内通貨を使用してランダムにアイテムを入手できる「Ecto Gambling」があり、これがルートボックスと同様にベルギーの賭博法に抵触する[158]。
- スクウェア・エニックスは、「ベルギーにおける『ルートボックス』の不確実な法的地位」を理由として、ルートボックスの仕組みを搭載するモバイルゲーム3作品（『メビウス ファイナルファンタジー』『キングダム ハーツ ユニオン クロス』『ディシディア ファイナルファンタジー オペラオムニア』）のベルギー地域でのサービス終了を発表した[159][160][161]。
- コナミは後にルートボックスの購入に使われる『ウイニングイレブン 2019』のゲーム内通貨をベルギー居住者が購入できないようにした。プレイヤーは引き続きゲーム内通貨を獲得することはできる[162]。
- 2019年4月にオランダで行われた措置と同時に、『ロケットリーグ』のデベロッパーのPsyonixはベルギーのプレイヤーがルートボックスを開ける機能を無効化した[163]。
- 任天堂は同社のモバイルゲーム２作品（『どうぶつの森 ポケットキャンプ』『ファイアーエムブレム ヒーローズ』）のベルギーでのサービスを終了した。終了の理由について、任天堂は「ベルギーでは特定のゲーム内収益モデルに対する不明瞭な状況があるため」と記している[164]。

EAのゲーム『FIFA 18』と『FIFA 19』も また委員会から呼び出されたが、EAはこれらのゲームにいかなる修正も加えなかった。EAは2018年5月に同社のゲーム内のルートボックス実装がギャンブルを構成しているとは考えていないと述べていた。委員会は2018年9月10日までにEAに対する法的措置をベルギー裁判所に提起したが、そのような行為が可能かどうかは検察庁の決定に委ねられている。最終的に2019年1月29日にEAは、FIFA Ultimate Teamで用いられるパック入手用ポイントの販売をベルギー国内において終了すると発表した。

#### フランス
バトルフロントIIのリリースにおけるルートボックスとマイクロトランザクションに関する論争を受けてフランスの上院議員JérômeDurainは、オンラインギャンブルを監督する政府委任当局のARJELにpay-to-winのルートボックスの状況を調査するよう求める書簡を作成した。Durainの書簡では「一部のオブザーバーがギャンブルに特有の慣習とコンピュータゲームの世界の収斂を指摘している」との懸念を彼の要求で述べている。2018年6月に公開されたARJELの報告書では、ルートボックスをギャンブルとして即座に検討するのではなくギャンブル規制当局欧州フォーラムが発行予定の報告書後に更なる調査継続の必要性に取り組むとしている。ARJELはルートボックスからのアイテムは通常金銭的価値がなく、スキン賭博で取引されてもそのようなゲームのパブリッシャーはその分野に参画していないので、ギャンブルの他の形態とは区別されると言及した。

#### ドイツ
2018年2月、ドイツの青少年保護委員会はハンブルク大学で行われたルートボックスの研究でルートボックスが「典型的なギャンブル市場」の特徴を呈していたと結論付け、Wolfgang Kreißig委員長は「ルートボックスが子供や青少年に対する広告の禁止に違反する可能性があると考えられる」と述べた。委員会は2018年3月にルートボックスは未成年者を直接対象にした商品購入の直接広告の禁止に違反する可能性があると結論づけたが、彼らが調査したゲームは16歳以上のプレイヤー向けとレイティングされたものであるため、未成年者にプレイしてもらうことを目的とはしていなかった。委員会は特定のゲームのルートボックスに対する苦情のヒアリングを継続しているが、それらを違法化するための罰金または刑罰を制定する法的権限はない。
2019年10月、連邦青少年有害メディア審査会（BPjM）は、Jan Böhmermannがゲームのマネタイズメカニズムの問題点を論じた後、ゲーム『CoinMaster』のドイツでの配信をブラックリストに登録することを検討していると表明した。CoinMasterはルートボックスを使用していないが、同作ではプレイヤーが仮想のスロットマシンをプレイしてゲームを進め、リアルマネーで購入したアイテムを使いスロットマシンに影響を与えたり、回避したりして望ましい結果を得るというゲームプレイの仕組みを使用している。仮にCoinMasterがブラックリストに掲載されていた場合、BPjMは同様のマネタイズルートを持つ他のゲームが見直される扉を開いたかもしれない。 2020年3月までにBPjMはこのゲームをブラックリストに掲載しないことを選択したが、その後、2020年7月に、CoinMasterのようなゲームやルートボックスを備えたゲームについて、2021年初頭に成立し施行されると予想される新しい青少年保護法の下で、より高いレーティングレベルでのレーティングを要求することを検討する可能性があることを発表した。

#### スウェーデン
2018年2月にもスウェーデンのアルダラン・シェカラビ行政管理大臣は「当局にルートボックス現象の精査を求め、消費者保護を強化するために法律を改正する必要があるかを確認する用意がある」と語った。彼は2019年までにルートボックスが宝くじに分類される見通しを示した。2019年5月、シェカラビはスウェーデン消費者庁に対し、ルートボックスをめぐる消費者保護、特に未成年者と子供をどの程度保護しているのかを見直すように指示した。

#### ポーランド
2019年2月、ポーランド財務省は、他の法域ではギャンブルを構成する可能性があることに言及しつつも、ポーランドの法律に照らして（同国では）ルートボックスはギャンブルではないとする声明を発表した。ポーランドの法律ではギャンブルを非常に具体的に定義しており、現在の定義はルートボックスには適用されない。

#### 欧州連合
内部市場と消費者保護に関する欧州議会委員会のために作成された2020年7月の報告書「オンラインゲームにおけるルートボックスと消費者、特に若年層への影響」は、ルートボックスをギャンブルの問題ではなく消費者保護の問題として再定義した最初の報告書の一つである。報告書ではコンピュータゲームのルートボックスには「プレイしたくなるような魅力的な衝動」と「プレイすることでしか解消できない緊張感の高まり」を生み出す「問題のある設計上の特徴」があり、中毒性のあるループに陥っていることを明らかにしている。報告書には、中毒性のループを促すデザインの制限、パブリッシャーによるルートボックスの確率とそのようなゲームをプレイするリスクに関するプレイヤーへのより良い情報開示、保護者による管理、政府の監督下での消費者テストなどの勧告が含まれている。

### 北アメリカ

#### アメリカ合衆国
アメリカではルートボックスを標的にした法律は現時点で存在しないが、賭博目的で仮想アイテムを利用することへの懸念が強調された2016年中頃からスキン賭博問題に再び関心が寄せられている。過去の判例法では裁判所はコンピュータゲーム内の仮想通貨でのギャンブルはリアルマネーに結びつかない限り違法ではないと判示しており、ブリザード・エンターテイメントやライアットゲームズは自社の作品に取り入れた。更に、大半の州では運の要素が大きいゲームへの支払いから何か価値あるものを得るということに基づいて賭博法を定義しており、過去の判例法でゲーム内アイテムは価値がないとみなされている。しかし、スキン賭博の状況に起因するゲーム内アイテムがどれほどの価値を持ちうるかという新たな認識並びに金融価値以上の「価値」を考慮できる技術知識がより豊富な裁判官であれば、 どのように(アメリカの枠組みで)ルートボックスを分類するかを変える可能性がある。
2017年11月にハワイ州の下院議員クリス・リー(Chris Lee)とショーン・クインラン(Sean Quinlan)はルートボックスに反対する立場の声明を出した。「この種のルートボックスとマイクロトランザクションはカジノゲームと同じ方法で人間の心を悪用し食い物にするように明示的に設計されている」。彼らは特にバトルフロントIIの販売を禁止するための法案提出を計画し、同様の法律を成立させるために他の州の政治家に話しており、十分な州が行動に移せばそのような連邦法が成立する可能性がある 。クインランは以下のように述べた:
私はそれがどれほど悪くなったのかに気づいた。初めはDLC、サブスクリプションパス、pay-to-winと15年もの間私達はこの道を歩んできた。私達は消費者としてそれを受け入れ続け、これらのゲームを購入し続けてきた。今や私達は検討が必要な所にいる。立法の必要があるのか？ESRBはギャンブルと依存症の仕組みに対応できる新たなレイティングを検討しなければならないのだろうか？ 
クインランは、業界に有害な影響を与える「滑りやすい坂道(slippery slope)」を有する可能性のある法律を制定するよりもむしろ子供向けに販売されているゲームからギャンブルのような仕組みを排除または業界にこれらの仕組みを搭載したゲームをより分別のあるユーザー向けにレイティングさせ、販売・マーケティング方法に影響を与えることで業界自体が自主規制を行う方が良いと述べた。リーは後に提出する法律の概要を説明し、同法案は特定のゲーム内アイテムを直接ではなく「パーセンテージのチャンス」で提供するためにリアルマネーが使われる場合に定義されるギャンブル要素を含む場合、21歳未満にゲームの販売を禁止するというもので、リテール(小売)版及びデジタル版のどちらにも適用される。2018年2月までに2つの別々の法案がハワイ州議会に提出された。一つはルートボックスの仕組みを搭載するリテール版のゲームは「警告：害を及ぼすまたは中毒になる可能性があるゲーム内購入とギャンブルに似た仕組みを含んでいます」と表記した明確なラベルを掲載することが必要になるというものであり、2つめの法案はこれらのゲームの販売を州内の賭博の最小年齢である21歳以上に規制するというものだった。しかしながら2018年3月までに本法案は立法の検討に必要な要件を満たせなかったことで廃案となった。
2018年1月、ワシントン州の三人の上院議員が上院法案6266 (S-3638.1)を提出した。成立した場合同法は、未成年の賭博を可能にするものである場合ワシントン州賭博委員会に対しルートボックスの調査を命令する。
2018年4月、ミネソタ州でルートボックスシステムを搭載したゲームを18歳未満の子供に販売する事を禁じ、同システムを消費者に警告するためにこれらのゲームに特定のラベルの掲載を命じる法案が提出された。
2019年5月上旬、ミズーリ州の共和党上院議員ジョシュ・ホーリーは、「未成年者がプレイするゲーム」におけるルートボックスやpay-to-winのマイクロトランザクションを禁止する「The Protecting Children from Abusive Games Act」という法案を提出する意向であることを発表し、これを判断するために、以前に児童オンラインプライバシー保護法（COPPA）で定義されていたのと同様の資格を使用している。連邦取引委員会は、これらの措置を取らなかったゲームに対して判断を下し、罰金を平準化することで法案を執行する責任を負うことになる。この法案は、2019年5月23日に第116議会の米国上院でSenate Bill 1629として正式に提出され、法案の共同提案者のエド・マーキィー（マサチューセッツ州）とリチャード・ブルーメンソール（コネチカット州）はともに民主党議員だった。

### 多国間
2018年9月、ヨーロッパ15ヶ国(オーストリア、チェコ、フランス、ジブラルタル、アイルランド、マン島、ジャージー、ラトビア、マルタ、オランダ、ノルウェー、ポーランド、ポルトガル、スペイン、イギリス)並びにアメリカのワシントン州賭博委員会のメンバーが「ゲームと賭博の間の曖昧な線引きによって生じるリスクへの対処」に協力していくと発表した。グループの具体的な焦点はスキン賭博のサイトであるが、彼らは「ルートボックスなどのゲーム内機能が国内法下の賭博法を構成しないようにしていく」としている。

## 自主規制
コンピュータゲームの業界団体は、一般的に自国の法律がゲーム内ギャンブルとして含めるものを指定しない限り、ルートボックスをギャンブルとして規制できないと述べている。

### ヨーロッパ
多くのヨーロッパ諸国では、コンピュータゲームの任意のレイティングはPEGIが提供している。PEGIはルートボックスシステムを搭載するゲームが自動的に「ギャンブルコンテンツ(gambling content)」記述子が必要になることはないと述べた。更にPEGIは「何かをギャンブルとみなすかどうかを決定するのはPEGIの責務ではない。国の賭博法によって定義されるものだ」と語った。
2018年3月のイギリス議会の質疑で、PEGIが「ボックス(パッケージ)商品に(ゲーム内購入の)通知を掲載する可能性を検討している」と明らかにされた。

### 日本
2015年のソーシャルゲーム協会(JSGA)の解散前に同協会はゲーム内ガチャについて、最低1%の提供割合にすることと支払上限(天井)を設定するという2つの自主規制ガイドラインを出した。例えばプレイヤーがガチャに一定額の金を投じた場合、ガチャのプールからプレイヤーが望む報酬を何でも自由に選択できるというものである。協会は天井の額は5万円を推奨した。
JSGAの代わりに2018年時点で日本のコンピュータゲーム業界の自主規制団体として機能する日本オンラインゲーム協会 (JOGA)も同様に、「全てのガチャアイテムを予め確認できるように表示」「ガチャアイテムの種別毎にその提供割合を表示」及び「キャンペーン企画により販売中のガチャアイテムの提供割合を変更する場合、当該変更の条件及び変更の度合いを事前に表示」などの詳細なガイドラインを発行した。

### イギリス
イギリスにおけるコンピュータゲームの業界団体UKIEは、ルートボックスはギャンブルを構成せず「既に既存の関連するイギリスの規制下にあり(それらを)完全に遵守している」との立場を表明した。

### アメリカ合衆国
PEGIのようにエンターテインメントソフトウェアレイティング委員会 (ESRB)は、任意で米国内のコンピュータゲームのコンテンツのレイティングを提供している。ESRBはルートボックスをギャンブルの一形態とはみなしておらず、そのようなゲームのコンテンツ表示に「現実のギャンブル(Real Gambling)」とレイティングすることはない。ESRBはルートボックスはトレーディングカードゲームのブースターパックに相当するものであり、プレイヤーは購入したルートボックスを開けることでプレイヤーが求めているものではなくとも常に何らかの価値のあるものを入手できるとみなしている。委員会は更に「現実のギャンブル」のラベルが付けられたゲームは賭博法を遵守するため恐らくその後「AO」(Adults Only 18+、大人向け)とレイティングされると語った(AOレイティングのゲームは通常小売業者は入荷することはないためパブリッシャーにとって損失となる)。
ESRBの上位組織のエンターテインメントソフトウェア協会（ESA）は、ルートボックスがゲーム内の任意かつオプション的な側面であることを強調しギャンブルの一形態ではないと表明した。大手パブリッシャーのEA及びTake-Two Interactiveもルートボックスは任意性のため賭博とは考えていないと述べた。2018年5月にEAのアンドリュー・ウィルソンCEOは引き続きルートボックスをゲームに搭載するとし、「我々はゲーム内の通貨アイテムを外部に転送するのを禁じつつ違法な環境で行われている転送の積極的な排除に努めており、それを達成するためにさまざまな管轄地域の規制当局と協力している」と語った。
バトルフロントIIの批判を受けて、金融アナリストは政府による産業への介入を回避するためにコンピュータゲーム産業がマネタイズとルートボックス計画をより適切に扱えるように自主規制の指針を策定する必要があると提案した。

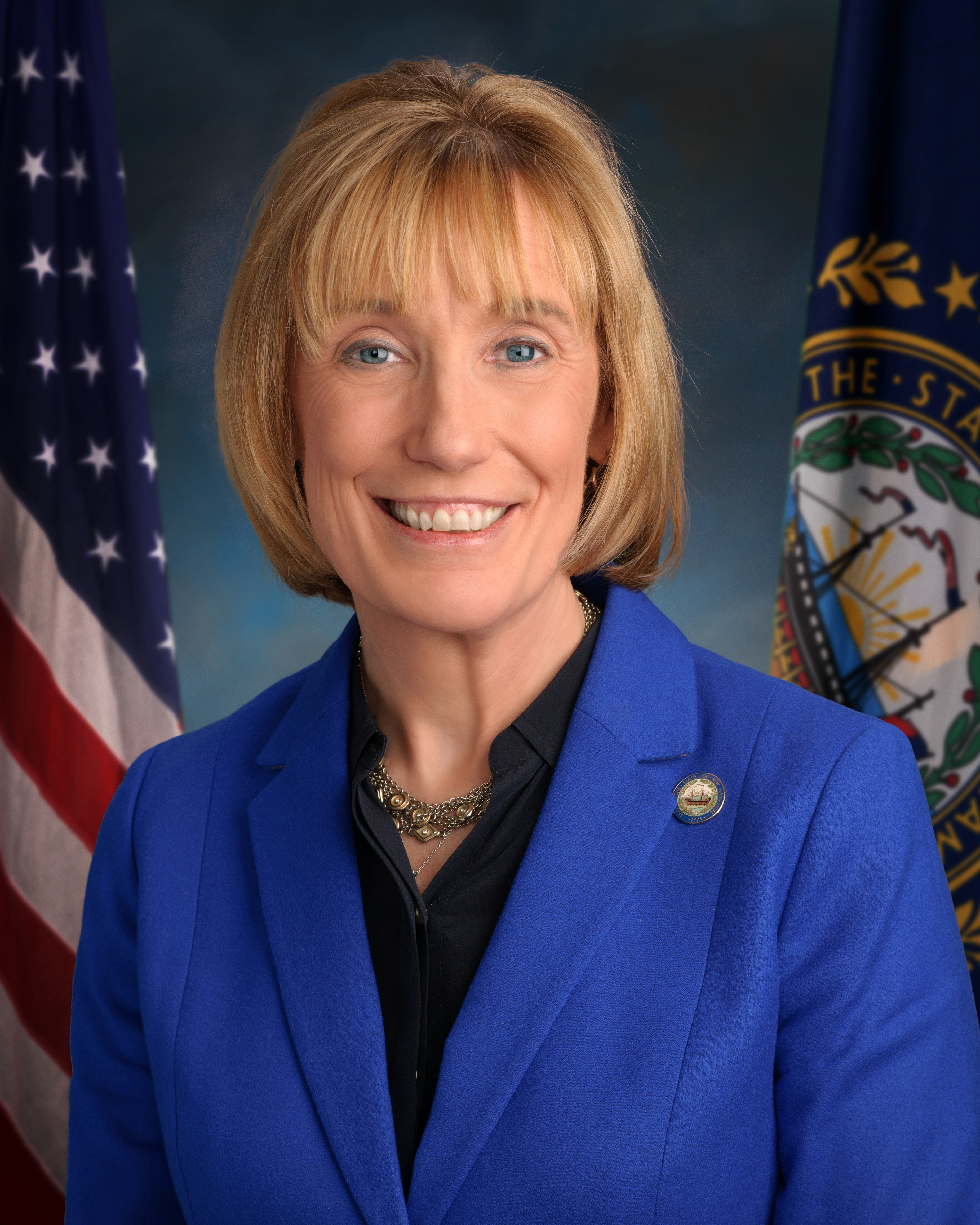
2018年2月にマギー・ハッサン上院議員がESRBに対しルートボックスに関して業界を自主規制するよう要求した。

2018年2月、マギー・ハッサン上院議員は連邦取引委員会(FTC)の候補者4人の上院通商科学運輸委員会におけるヒアリング時に(FTCが監督する)ルートボックス問題を提起した。 彼女は候補者に「子供たちがゲームやより中毒になりやすいルートボックスのような行為に依存している場合、注意を払う価値のある問題ですか？ 」と質問し、4人の候補者全員が注意が必要であることに同意した。同日、ハッサンは「ルートボックスに関する委員会のレイティングプロセスとポリシーの完全性の再検討及びこれらのタイプのマイクロトランザクションが子供に及ぼす潜在的な害の考慮」及び 「子供向けのゲームでのルートボックスへのデザインとマーケティングのアプローチが、搾取的な慣習から小児の心の発達を倫理的かつ明白な方法で適切に保護しているかどうかの調査」のためにESRBへの書簡を作成した。ヒアリングと書簡のいずれにおいても規制を要求していないが、Glixelのブライアン・クレチェンテは、議会が立法措置を余儀なくされる前にESRBに独自に行動させるための口実とみなした。
ハッサンの書簡に応えて、2018年2月にESRBはルートボックスを含むあらゆる種類のリアルマネーによるゲーム内購入を提供する全てのレイティングゲームに、そのようなラベルを付ける必要があると発表した。ESRBは、ラベリングが主に子供達用のゲームを両親が見るのを助けることを目的としていたと述べ、小売パッケージ版のスペースの簡潔さのために、パブリッシャーに特定のマイクロトランザクションを特定することを決めなかったと述べた。しかしながら、未だに委員会はルートボックス自体はギャンブルの一形態であるとは引き続き考えていないと表明した。ハッサン上院議員はESRBの決定を「一歩前進」と呼ぶ一方で、彼女は「コンピュータゲームのマイクロトランザクションとルートボックスの潜在的な中毒性に関するESRBの懐疑論」を引き続き懸念しており、「これらの問題への監視を続け透明性と消費者保護の向上を図るための有意義な改善が確実に成されるように私は全ての関連するステークホルダーと協力していく」と語った。
2018年11月、ケンブリッジ・アナリティカのデータ流出問題とFacebookとGoogleに関連する問題をめぐる議会の公聴会で、連邦取引委員会（FTC）のジョゼフ・シモンズ委員長はマイクロトランザクションの潜在的な市場価値を考慮して、FTCがルートボックスを調査すると議会に約束した。2019年初頭に政府が閉鎖され、FTCの審査が遅れた後、ハッサンはルートボックスの評価に関する最新情報を提供するよう圧力をかけた。
FTCは2019年8月7日にルートボックスに関する公聴会を開催し、業界の代表者に対して申し入れ、事前に提出されたパブリックコメントを検討した。会議の中で、ESAの代表者は、マイクロソフト、任天堂、ソニーは、それぞれの家庭用ゲーム機システムで販売されているルートボックスを用いた新規またはアップデートされたゲームについて、ルートボックスからのアイテムの確率を開示するための要件の開発に取り組んでいると述べた。ESA内の他のパブリッシャーであるアクティビジョン・ブリザード、バンダイナムコ、ベセスダ、Bungie、エレクトロニック・アーツ、Take-Two Interactive、Ubisoft、Warner Bros.およびWizards of the Coastは、iOS App StoreおよびGoogle Playモバイルプラットフォームの既存の要件に合わせて、パソコンなどの他のゲームプラットフォームでも同様のことを行うことを約束していると述べている。ESAによると、これらの取り組みは2020年末までに実施される予定。公聴会の翌日、任天堂はFTCへの声明を反映した新たな方針を発表し、システム上のすべての新規およびアップデートされたゲームについてルートボックスの確率を公開することを義務付け、ゲーム内購入を伴うゲームについてはNintendo Switch Onlineアプリ上で保護者が規制できることを保証した。Epic Gamesは、ESAや他のパブリッシャーが採用している同様の方針に従うことを認めており、既にフォートナイトやロケットリーグ、その他のゲームからルートボックスを排除する措置を取っている。

### 世界
2017年12月にAppleはiOSのApp Storeの規約を変更し、リアルマネーと引き換えにランダムアイテムを提供するマネタイズ用のルートボックスまたは他の同様の仕組みを搭載しているゲームをStoreに公開するデベロッパーに対し、プレイヤーがゲームに金を支払う前にこれらの仕組みから獲得する可能性のあるアイテムの確率を公表するよう要求した。2019年5月にGoogleもルートボックスのメカニズムを利用するPlay Storeのアプリに確率を公開することを義務付けた。
2018年11月、国際ゲーム開発者協会（IDGA）はコンピュータゲーム業界に対し、政府が規制に踏み切る前にルートボックスに関する対策を講じるよう促した。IDGAは業界が注力すべき3つの分野（若者にルートボックスの仕組みをマーケティングしなように約束すること、ルートボックスでアイテムを受け取れる確率を開示すること、ゲーム内のペアレンタルコントロールについて保護者を教育すること）を特定した。
2019年2月、レビュー収集サイトの「OpenCritic」はゲームの概要ページにルートボックスを使用したゲームの詳細を盛り込み始めた。
学術的な文献では、KingとDelfabbroは、ゲーム会社がルートボックスへの過剰支出を防止または削減するために実施できる24の「社会的責任」対策を提案している。しかし、業界の経済的利益のために、業界がこれらの対策を採用する意思があるかどうかは疑問視されている。

## 訴訟
2020年2月、FIFAゲームのUltimate Team部分をめぐり、無規制のギャンブルに等しいとしてエレクトロニック・アーツを相手取り2つの別々の集団訴訟がフランスで提起された。集団訴訟の原告の1人は、Ultimate Teamパックに600ユーロ以上を費やしたにもかかわらず、他のプレイヤーとオンラインで競い合うために必要な高ランクを入手できなかったと主張している。この訴訟はまた、FIFAのゲームには支出を制限するためのペアレンタルコントロールがなく、Ultimate TeamのPay-to-Winの性質と相まって、未成年者のギャンブルを助長していると述べ、ベルギーとオランダの2019年の決定を直接参照している。
2020年6月にカリフォルニア州で提起されたAppleに対する集団訴訟では、AppleのApp Storeで提供されているルートボックスの仕組みを利用したゲームを通じて、Appleが「消費者を保護し、そのような行為を禁止するために設計されたこの法律やその他の法律に違反して、子供を含む消費者にギャンブルや同様の中毒性のある行為に従事するように誘惑する略奪的行為に関与している」と主張している。この訴訟では、Appleはこれらのアプリを使用することで、Appleのデバイスが、カリフォルニア州の法律で違法とされている無許可のギャンブルデバイスになることを可能にしていると主張している。
また、2020年8月にFIFAとマッデンNFLのゲーム内のUltimate Teamのルートボックスを巡って、カリフォルニア州でEAに対して別の集団訴訟が提起されており、原告は2020年6月のAppleに対する訴訟と同じ法律事務所が代理人を務めている。EAの訴訟では、Ultimate Teamのルートボックスがカリフォルニア州法の下でギャンブルの仕組みとみなされるかどうかを判断するために陪審員裁判を求め、500万米ドルの損害賠償を求めている。

## 影響
批判と規制の高まりを受けて、一部のスタジオは自社ゲーム内のルートボックスの置き換えや削除を始めた。Phoenix Labsは『Dauntless』からルートボックスに相当するものを削除することに決め、その代わりにゲームのマネタイズを実現をするためにゲーム内通貨やリアルマネーでプレイヤーが求めるカスタマイズ用アイテムを直接購入できるシステムを導入した。2017年11月にはF2Pゲーム『Clicker Heroes』デベロッパーのPlaysaurusは、ギャンブル型の行動を促進し得るルートボックス型のシステムを提供することへの倫理的懸念を引き合いに出しゲームの続編『Clicker Heroes 2』はF2Pではなくなると発表した。2019年1月、Epic Gamesはリアルマネーで購入する『フォートナイト 世界を救え』のルートボックスの仕組みを調整し、購入者が購入前にルートボックスの中身を見られるようにしたことで、ルートボックスがギャンブルに関連しているという懸念に対処した。Psyonixは2019年12月にロケットリーグからルートボックスを削除し、アイテムを直接販売するショップへと置き換えた。